# Khamsābād
Khamsābād (persiska: Khamīsābād, خمس آباد) är en ort i Iran.   Den ligger i provinsen Kermanshah, i den nordvästra delen av landet, 300 km väster om huvudstaden Teheran. Khamsābād ligger 1 457 meter över havet och antalet invånare är 626.
Terrängen runt Khamsābād är kuperad österut, men västerut är den platt.Runt Khamsābād är det ganska tätbefolkat, med 124 invånare per kvadratkilometer. Närmaste större samhälle är Kangāvar, 7,3 km väster om Khamsābād. Trakten runt Khamsābād består till största delen av jordbruksmark.